# Hochstuhl
Le Hochstuhl (en allemand) ou Veliki Stol (en slovène) est un sommet des Alpes, point culminant à 2 236 ou 2 237 m d'altitude des Karavanke, entre l'Autriche (land de Carinthie) et la Slovénie.